# سرگذشت کندوها
سرگذشت کندوها کتابی از جلال آل احمد است که نخستین بار در سال ۱۳۳۳ خورشیدی منتشر گردید. این کتاب هفدهمین اثر این نویسنده می‌باشد.
جلال آل‌احمد در «سرگذشت کندوها» دو داستان را به صورت موازی پیش می‌برد. یکی داستان کمندعلی‌بک و طمع‌ورزی او و دیگری سرگذشت کندوها و زنبورهای کمندعلی‌بک را.
در فصل اول کتاب با کمندعلی‌بک آشنا می‌شویم و می‌بینیم چگونه صاحب کندو می‌شود و کندوها را تکثیر می‌کند و باز هم تلاش می‌کند تابا نارو زدن به زنبورها روزگارش را رونق دهد.
در فصل دوم کتاب که از نگاه زنبورها روایت می‌شود، می‌بینیم که چطور زنبورها به غارت کمندعلی‌بک خو کرده اند یا گمان می‌کنند این بلا یا سرنوشتی است که نصیب‌شان گشته و به راحتی حاصل تلاش و دسترنج‌شان را تقدیم او می‌کنند. نهایتا طمع کمند علی بک اوضاع را به هم میریزدو
در بخش سوم داستان می‌بینیم که با کوچ و رفتن زنبورها صاحب زنبورها خانه خراب می‌شود.

## خلاصه داستان
کمند علی یک باغداری که در روستایی کوچک زندگی می‌کند، اگرچه صاحب باغ و منبع درآمد اصلی‌اش فروش عسلی است که از کندوهای خود به دست می‌آورد. او که یک سال پیش بر اثر بی مبالاتی پسرش دو کندوی خود را از دست داده است، به فکر میافتد برای جبران این، ضرر تعداد کندوهایش را دو برابر کند و با این فکر کندوهای تازه‌ای آماده می‌کند و برای راه انداختن، آن‌ها آخرین ذخیره عسل کندوهای قبلی را که هر سال برای زنبورها در کندوها باقی می‌گذاشت بر می‌دارد و به جای هر یک از آنها کاسه‌ای شیره می‌گذارد.
اما زنبورها که هر سال با تلاش و زحمت بسیار کندوها را از عسل پر می‌کردند، و آخر هر پاییز حاصل زحمتهایشان را چیزی که آن را «بلا» نام گذاشته بودند، می‌برد، دلشان به تنها انبار غذایی که برایشان باقی می‌ماند خوش بود و با شروع بهار، با نظم و انضباط دقیق زیر نظر شاباجی خانم بزرگه که پیرترین ملکه کندوها بود فعالیت خود را از سر می‌گرفتند. آن سال وقتی شاباجی خانم بزرگه باخبر می‌شود که «بلا» تنها ذخیره غذاشان را برده است، بلافاصله دستور می‌دهد هیچ زنبوری به ظرف‌های شیره نزدیک نشود و برای اینکه بوی، شیره مورچه‌ها را به کندوها نکشاند فرمان می‌دهد دور ظرف‌های شیره را دیوار بکشند. در عین حال قاصدی به دنبال آبجی خانم درازه می‌فرستد که زنبوری هم سن و سال خودش است و به او می‌گوید که بعد از این بلای آخری که بر سر کندوها آمده است، به یاد خانه و زندگی‌ای که در کوه داشته‌اند افتاده است و خیلی دلش می‌خواهد زنبورها را بردارد و همه آنها را با خود به همان کوهی که یک روز به اجبار از آن مهاجرت کرده بود، ببرد. شابا جی خانم بزرگه با این فکر، آبجی خانم درازه را مأمور می‌کند سری به آن کوهستان بزند و از اوضاع و احوال آنجا خبر بیاورد.
پس از آن شاباجی خانم بزرگه جلسه‌ای از گیس سفیدهای همه کندوها تشکیل می‌دهد و به آن‌ها می‌گوید که امسال «بلا» زودتر از سال‌های دیگر رسیده است و اینطور که معلوم است «بلا» همان کمند علی بک است که ما را تنها برای غارت کردن نگه داشته است و چون ما نمی‌توانیم با او مقابله کنیم چاره کار این است که از اینجا برویم. بعضی از گیس سفیدها معتقدند که جوان‌ها با این کوچ موافقت نخواهند کرد چون از جابه جا شدن می‌ترسند بنابراین باید آنها را به این مهاجرت راضی کرد بعضی نیز اعتقاد دارند که چون در این منطقه گل و گیاه فراوان است بهتر است همینجا بمانند اما از این به بعد باید کاری کنند که کسی نتواند به حق آنها دست درازی کند. بعد از جر و بحث بسیار، شاباجی خانم بزرگه با این استدلال که او و فرزندانش پیش از اینها سال‌های سال بدون صاحب در کوهستان زندگی کرده بودند، همه را راضی می‌کند که دسته جمعی از باغ کمند علی بک مهاجرت کنند.
در همین موقع یکی از دو همراه آبجی خانم درازه از راه می‌رسد و خبر می‌دهد که آبجی خانم درازه و همراه دیگر او را پرندگان موقع برگشتن شکار کرده‌اند اما کوهستانی که زادگاه اولیه زنبورها، بوده همچنان با نعمت‌های فراوان خود باقی است. شاباجی خانم دستور می‌دهد زنبورها شب را استراحت کنند و فردا صبح دسته دسته راه بیفتند و پیش از رفتن همه چیز را با خود ببرند و هرچه را نمی‌توانند ببرند خراب کنند.
فردا صبح وقتی کمندعلی برای سرکشی به باغ می‌آید صدای وزوز دسته جمعی زنبورها را می‌شنود و پیش از آنکه بتواند کاری بکند آنها را می‌بیند که مثل «دوازده لکه کوچک در آسمان سیاهی می‌زدند و به طرف خانه و زندگی اصلی خودشان می‌رفتند.»
قسمتی از داستان سرگذشت کندوها:
«اول باید برایتان بگویم که زنبورها از همان عهد دقیانوس از بلاهایی که بابا آدم سر ننه حوا آورده بود چشمشان ترسیده بود و از کار آدمیزاد پند گرفته بودند و همه کار و زندگیشون رو سپرده بودند دست علیا مخدرات. یعنی دست عمقزی‌ها و بی‌بی گیس‌درازها و خاله خان باجی‌ها و شاباجی خانم‌ها و نرینه‌ها رو فرستاده بودند مرخصی…»>